# جیمز ارواین
جیمز ارواین (انگلیسی: James Irvin؛ زادهٔ ۱۲ سپتامبر ۱۹۷۸) ورزشکار هنرهای رزمی ترکیبی اهل ایالات متحده آمریکا است. وی بین سال‌های ۲۰۰۳ تا ۲۰۱۳ میلادی فعالیت می‌کرد.